# Hayley Lovitt
Hayley Lovitt (* 26. Dezember 1986 in Oklahoma) ist eine US-amerikanische Schauspielerin. Sie ist seit 2017 in der unter anderem von Marvel Television produzierten FOX Network-Fernsehserie The Gifted als Sage zu sehen.

## Leben
Während Lovitts Middle-School-Zeit zog ihre Familie nach North Carolina, da ihr Vater dort eine neue Arbeitsstelle gefunden hatte. Nach Abschluss der achten Klasse besuchte sie bis 2005 die Freedom High School in Morganton, wo sie unter anderem Theaterunterricht erhielt. Anschließend absolvierte sie ein Studium der Kommunikationswissenschaften an der University of North Carolina at Wilmington, das sie 2009 abschloss. Danach arbeitete sie kurzzeitig in einem Anwaltsbüro, entschloss sich aber dazu, eine Schauspielkarriere anzustreben und zog von Wilmington nach Charlotte. Zu dieser Zeit hatte Lovitt einen Auftritt in der Serie One Tree Hill (2012) und andere kleinere Rollen. Sie begann auch hinter der Kamera zu arbeiten, als Produktionsassistentin und später im Bereich Kostüme. 2014 zog sie nach Atlanta und spielte die Rolle der Donna in dem zum Teil dort gedrehten Film Picknick mit Bären (2015). Im gleichen Jahr stellte sie Janet Van Dyne („The Wasp“) in der Comicverfilmung Ant-Man dar. Auch in der Fortsetzung Ant-Man and the Wasp war sie zu sehen, wenn auch nur als junge Janet Van Dyne. Seit 2017 gehört sie zur Besetzung von The Gifted, einer Serie des X-Men-Universums. Dort spielt sie die wiederkehrende Rolle der Sage, einer Mutantin mit fotografischem Gedächtnis und computerartiger Auffassungsgabe.

## Filmografie (Auswahl)
- 2009: Cabin Fever 2 (Cabin Fever 2: Spring Fever)
- 2014: Banshee – Small Town. Big Secrets. (Banshee, Fernsehserie)
- 2015: Powers (Fernsehserie)
- 2015: Picknick mit Bären (A Walk in the Woods)
- 2015: The Originals (Fernsehserie)
- 2015: Ant-Man
- 2015: Kein Ort ohne dich (The Longest Ride)
- 2017: Sleepy Hollow (Fernsehserie)
- 2017–2019: The Gifted (Fernsehserie)
- 2018: Ant-Man and the Wasp
- 2018: Hunter Killer
- 2019: New Amsterdam (Fernsehserie)